# جمباز الآيروبيك

## جمباز الآيروبيك (Aerobic Gymnastics)
تخصص رياضي جديد نسبياً في عائلة رياضات الجمباز التى ينظمها الاتحاد الدولى للجمباز (FIG)  وتتميز هذة الرياضة بالقدرة على أداء حركات مستمرة وسريعة بإستخدام الموسيقى, ناشئة من مهارات الجمباز والرقص بالإضافة للبيزك ستيب (Basic Steps) وعناصر الصعوبة (Element Difficulty) والعناصر الأكروباتية (Acrobatic Element) والتى تُظهر تنوع هذه الرياضة وإبداعها .

### نشأة وتاريخ جمباز الآيروبيك
بدأت قصته في نهاية الثمانينات, تم تنظيم أول مسابقة أيروبيك من قبل بعض الإتحادات ووضع (FISAF) الاتحاد الدولى للرياضة الهوائية واللياقة البدنية كتاب القواعد وطريقة التقييم وكانت أقل تفاصيل في بدايتها, مرة بعد مرة , بدء العديد من اللاعبين بإدخال عناصر صعوبات جديدة من رياضات مختلفة مثل الجمباز الفنى والإيقاعى والرقص ومن بعض فنون الدفاع عن النفس.
وفى المؤتمر 13 \ 5 \ 1994 التاسع والستين للإتحاد الدولى للجمباز (FIG) تم الإعتراف والإدراج الأول للعبة الآيروبيك وأصبحت جمباز الآيروبيك، وأصبح (FIG) هو الاتحاد الوحيد الذى يروج لهذه الرياضة في جميع أنحاء العالم بفضل اللجنة الأوليمبية الدولية (LOC) والرابطة العامة للإتحادات الدولية (ASOIF) . 
وفى يونيو 1995 تم عقد اجتماع لإنضمام الإتحادات معاً وفى ديسمبر مننفس العام تم عقد بطولة العالم الأولى في باريس – فرنسا بمشاركة 34 فريقاً وطنياً وكانت تقام البطولات العالمية كل عام حتى عام 2000 أصبحت تقام كل عامين من الأعوام الزوجية والآن قد وصل عدد البطولات العالمية 17 بطولة آخرها بطولة العالم غيمياريش – البرتغال 2022 .
تصنيفات جمباز الأيروبيك (NUMBER OF CATEGORIES)
فردى آنسات Individual women (IW)

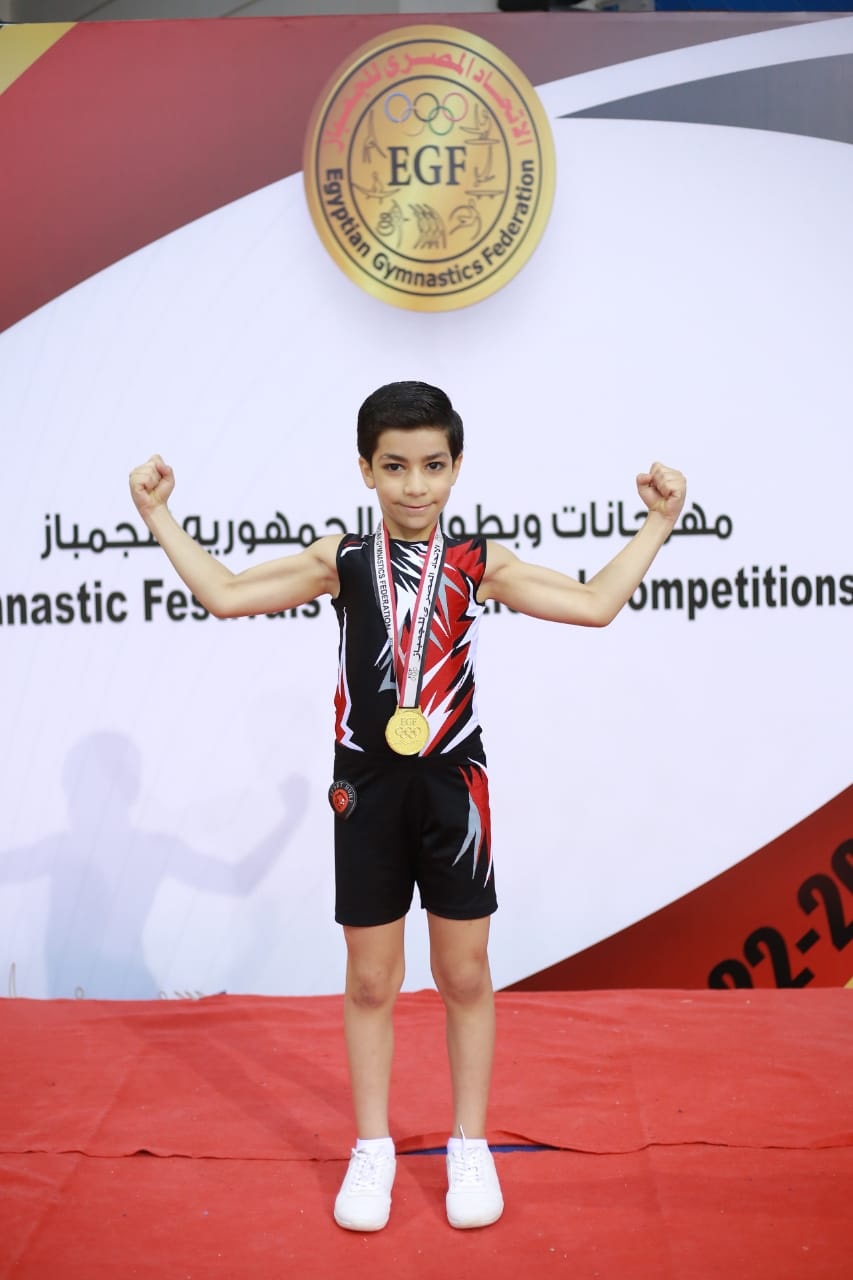
فردى رجال Individual men (IM)
زوجى مختلط Mixed Pair (MP) يتكون من 2 متنافسين ( رجل + سيدة )

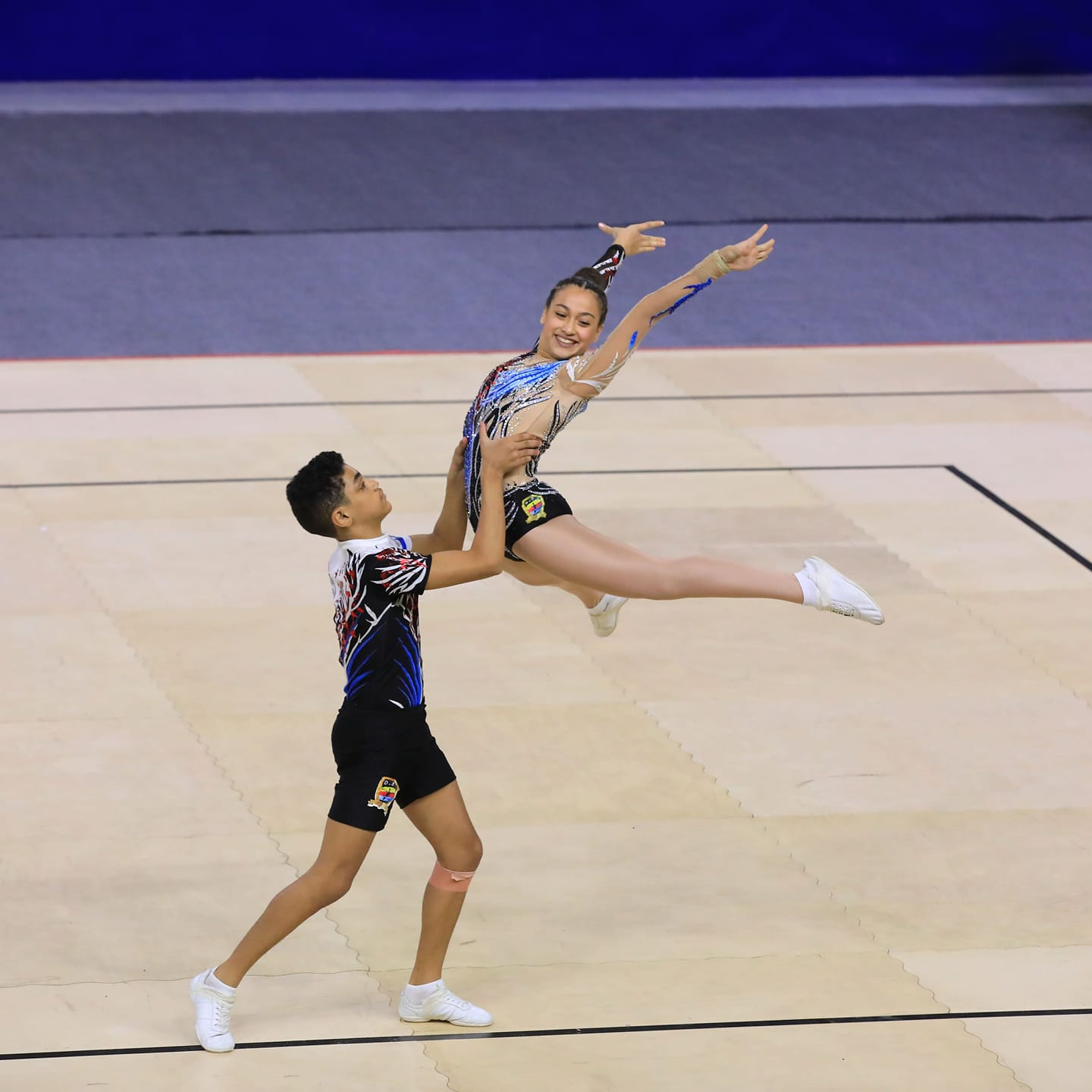
زوجى مختلط Mixed Pair (MP)

ثلاثى Trio (TR) يتكون من 3 متنافسين ( رجال أو سيدات أو مختلط )

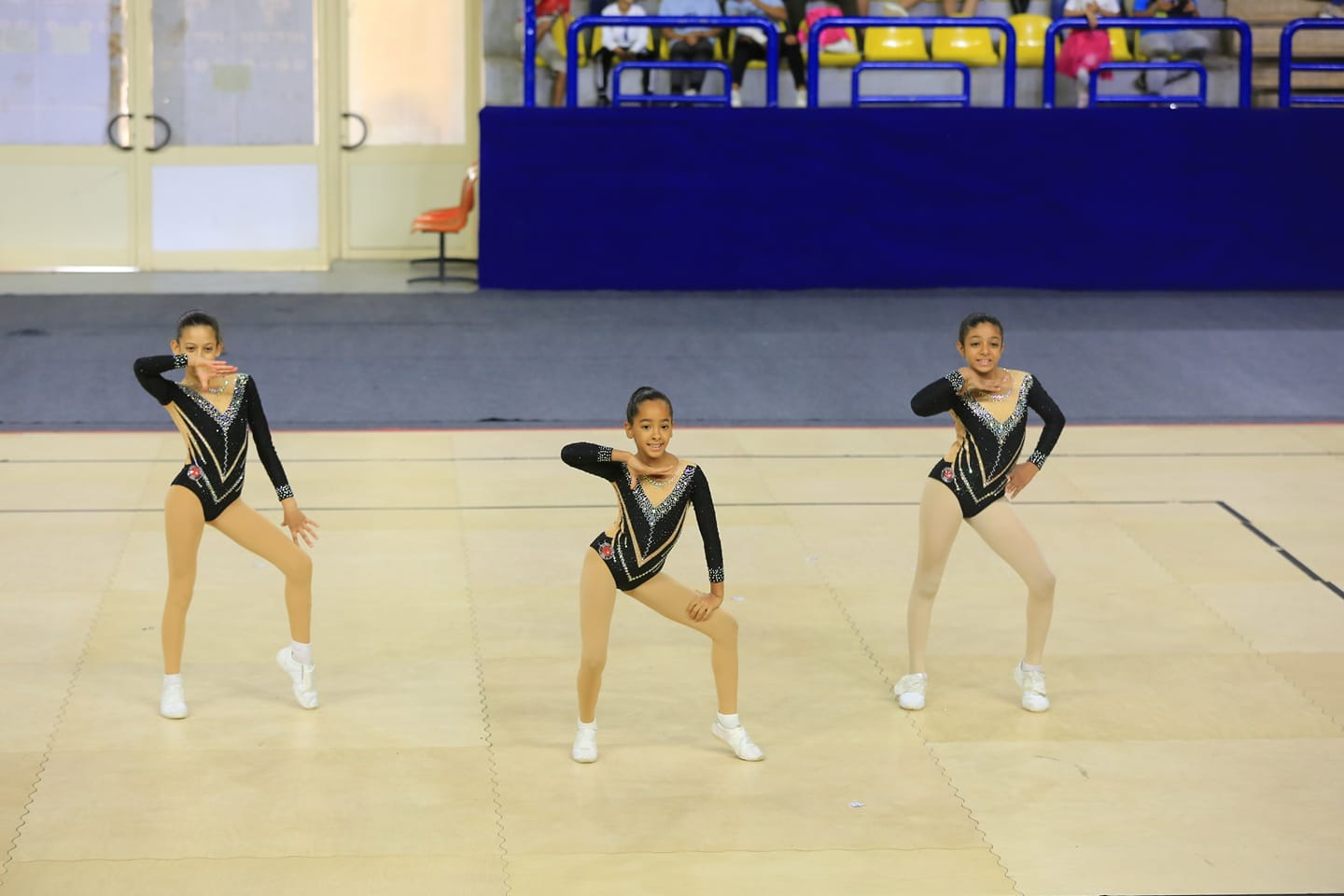
ثلاثى Trio (TR)

جماعى Group (GR) يتكون من 5 متنافسين ( رجال أو سيدات أو مختلط )

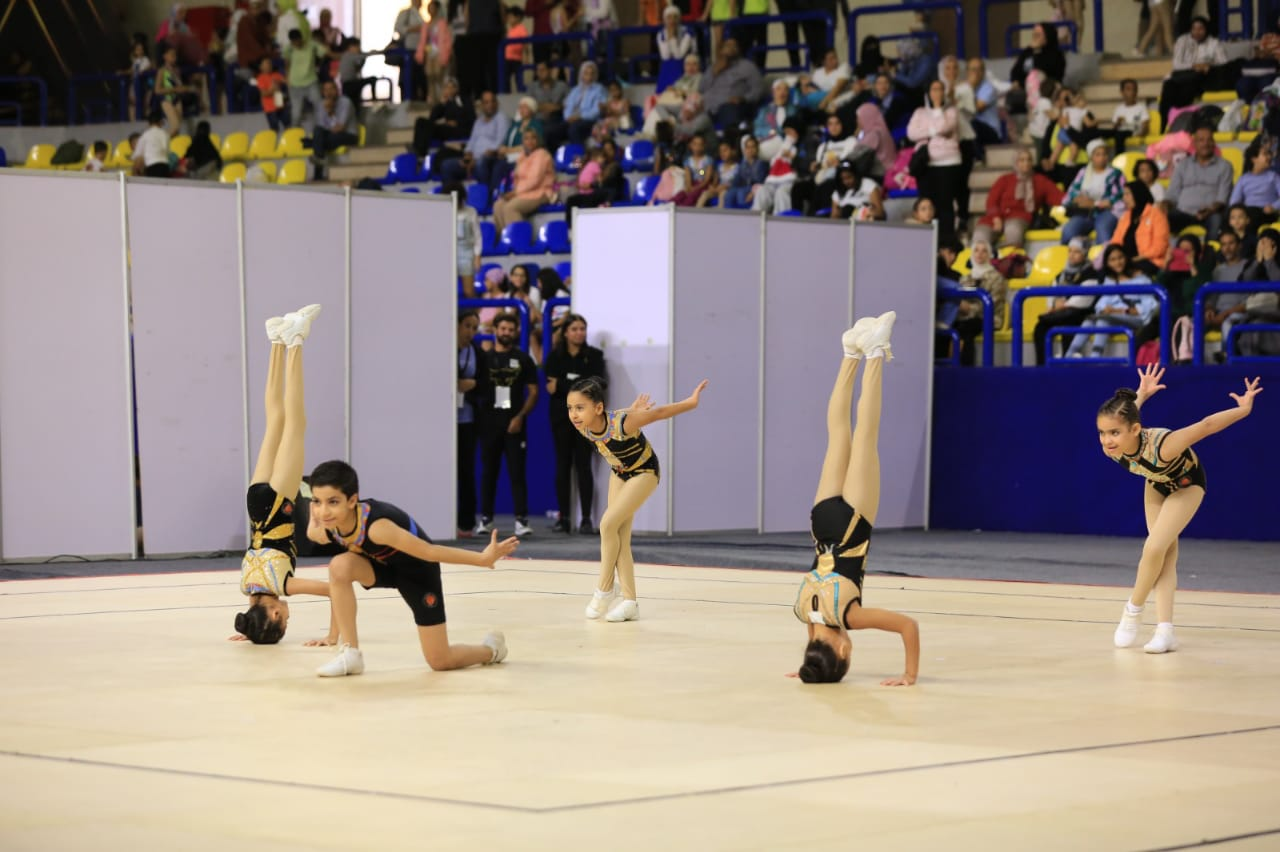
جماعى Group (GR)

آيروبيك دانس AEROBIC Dance يتكون من 8 متنافسين ( رجال أو سيدات أو مختلط )
آيروبيك ستيب AEROBIC Step يتكون من 8 متنافسين ( رجال أو سيدات أو مختلط )

## مكونات جملة جمباز الآيروبيك

### سيكوانس (AMP sequences)
وهى سلسلة من الحركات المعقدة بإستخدام الخطوات السبع الأساسية (Basic Steps) وهى أساس جمباز الآيروبيك, بالإضافة لبعض الحركات الآخرى للقدمين مثل الشاسية, والغزالة, إلخ, مع حركات الذراعين المعقدة والتى تُظهر السيكوانس بشكل جميل وإنسيابى ,يجب أن تتكون كل سيكوانس من (8) عدات والتى يتم أدائها مع الموسيقى ,ويجب يقل عدد حركات البيزك عن (3) حركات في كل سيكوانس وألا تقل السيكوانس عن (8) عدات لكى يتم إحتسابها . 

### عناصر الأكروبات (Acrobatic Element)
وهى عناصر أساسية في أنواع الجمباز المختلفة وفيها يؤدى اللاعب حركات الشقلبات إما على الأرض أو في الهواء وهى عناصر إختيارية في جمباز الآيروبيك ويمكن أدائها إما بالقدمين معاً أو بقدم واحدة كما يمكن أدائها بكلتا الذراعين أو بذراع واحدة وهى عبارة عن مجموعة من العناصر مجسمة إلى خمسة أنواع كما يلى :-
1- راوند أوف Round off
2- فورورد \ باكوورد Walkover (forward / backward)
3- هاند سبرينج Handspring (forward)
4- باك دايف -Backdive - Flic flac
5- سالتو ويمكن أداء هذه الشقلبات إما للأمام أو الخلف أو للجانب بشرط ألا تزيد عن شقلبة واحدة فقط Salto 360° (forward, backward, sideward) with or without maximum of 1/1 twist

### عناصر الصعوبة (Element Diffculty)
يتم تصنيف عناصر الصعوبة إلى ثلاث مجموعات (Groups) حسب القدرة البدنية المطلوبة لكل مهارة, وكل مجموعة يتم تصنيفها إلى عائلات "Familis", يتم تصنيف مستوى الصعوبة من 0.1 إلى 1.0 نقطة, يمكن للمتنافسين اختيار عناصر الصعوبة في الجملة وذلك حسب سن اللاعب. فمثلاً في كبارالفئات الدولية (+18) سيتم الاعتراف فقط بالعناصر التي تتراوح قيمتها من 0.3 إلى 1.0 كعناصر صعوبة (أما بالنسية لمرحلة Age Group من 12 - 14 سنة هناك 4 عناصر إجبارية قيمتها 0.4 نقطة ولا تزيد قيمة العناصر الإختيارية عن 0.6 نقطة ولا يزيد عدد العناصر عن 7 عناصر فقط كحد أقصى ).

### المدة الزمنية
المدة الزمنية للجملة هو 1 دقيقة 20 ثانية لجميع الفئات ويسمح بزيادة أو نقصان 5 ثوان ( غير متضمن صوت الصافرة ) .

### الموسيقي
يجب تأدية الروتين بكامله علي الموسيقي، ويمكن استعمال اي أسلوب موسيقي مناسب لجمباز الآيروبك 

## الخطوات الأساسية Basic Steps
1- March
2- Jog
3- Skip
4- Knee lift
5- Kick
6- Jumping Jack
7- Lunge 
فيما يلى نموذج لعرض حركات بيزك ستيب مركبة للمبتدئين في جمباز الآيروبيك  basic steps

## ملعب جمباز الآيروبيك
تكون المنصة أو المسرح الذي يتم عليه المنافسات علي ارتفاع ( 80 : 140 سم ) ويكون مغلق من الخلف، يجب الا تقل مساحته عن ( 14 * 14) متر .

### منطقة المنافسات

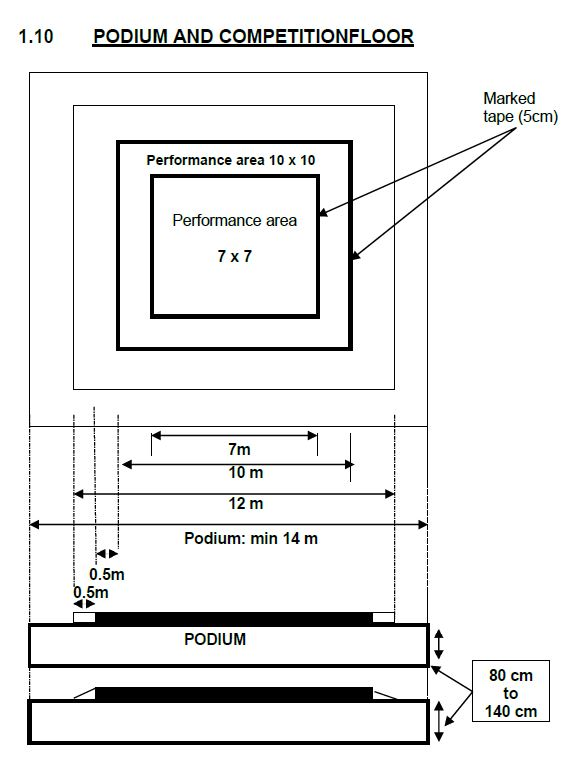
ملعب الايروبيك

- يجب أن تكون منطقة المنافسة مساحتها ( 12 * 12 م ) وأن يتم رسم العلامات بشكل واضح .
- منطقة التنافس تكون ( 10 * 10 م ) لجميع الفئات العليا .
- منطقة ( 7 * 7 م ) تستخدم لبعض الفئات العمرية .
يتم حساب مقاس الشريط داخل قياسات مجال المنافسة .
المنصات المستخدمة في المنافسات هي فقط التي تم اعتمادها من الأتحاد الدولي للجمباز .
وتعتبر أكثر الأنواع شهرة هى جيمنوفا gymnova , تاى شان taishan 

## مزايا جمباز الآيروبيك
- لا تحتاج إلى معدات كثيرة أو أجهزة أو مساحة أرض كبيرة في البداية  
- فقط كل ما تحتاجة هو جهاز لتشغيل الموسيقى
- وأرضية مناسبة للوقاية من الإصابات
- يضمن للطفل حياة رياضية أطول
- لدية بطولات عالم تقام كل عامين ومن المتوقع دخولة الاولمبياد قريباً
- يمكن دخول لاعبي الجمباز السابقين الذين إعتزلوا التخصصات الآخرى لصعوبتها ومشاركتهم مرة آخرى في جمباز الأيروبيك